# Norský příkop

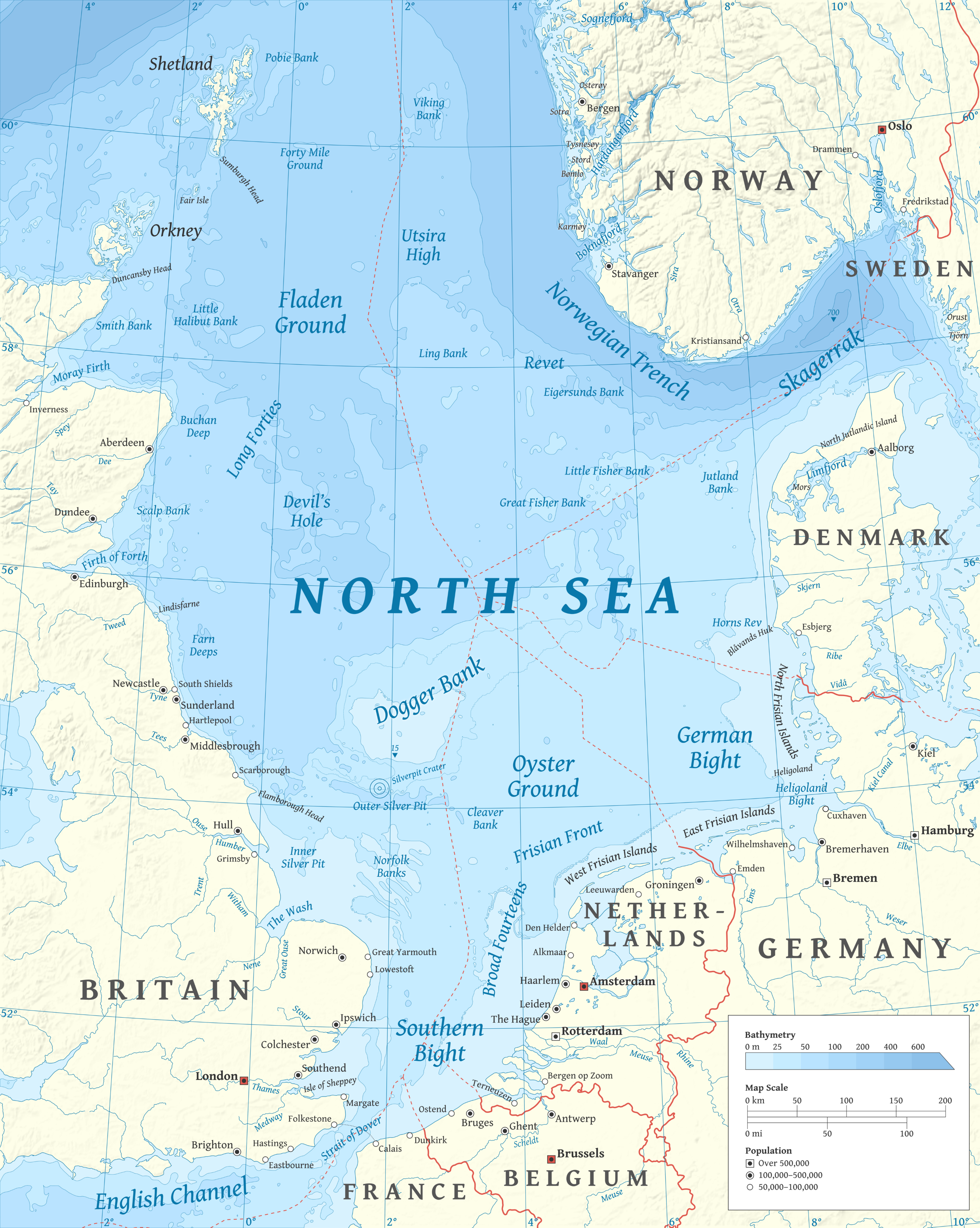
Norský příkop na mapě

Norský příkop (norsky Norskerenna; dánsky Norskerenden; švédsky Norska rännan) je podlouhlá prohlubeň mořského dna u jižního pobřeží Norska. Táhne se od poloostrova Stad v Sogn a Fjordane na severozápadě k Oslofjordu na jihovýchodě. Příkop je široký 50 až 95 kilometrů a hluboký až 700 metrů. U pobřeží Rogalandu je hluboký 250 až 300 metrů. Jeho nejhlubší místo je u Arendalu, kde dosahuje hloubky 700 metrů, což je výrazná prohlubeň ve srovnání s průměrnou hloubkou Severního moře, která je asi 100 metrů.
Vznikl během poslední 1,1 mil. let (Ma) působením eroze spojené s opakovanou činností ledovcových proudů. Příkop není oceánským příkopem souvisejícím se subdukcí, kdy se jedna tektonická deska tlačí pod druhou. Norský příkop vznikl fluviálně-erozními procesy v mladších třetihorách. Pleistocenní ledovce a ledovcové příkrovy příkop dále prohlubovaly. Během hlavního zalednění se ve skagerracké části příkopu setkával led z jihovýchodního Norska, jižního Švédska a části Baltského moře, což způsobilo vznik poměrně rychle se pohybujícího ledového proudu, který procházel jižně od norského pobřeží a poté se stočil na sever, aby nakonec dosáhl hlubokého moře na přibližně 62° s. š. Materiál nesený ledovým proudem se pak ukládal ve výplavovém vějíři v Severním moři. Hlavním důkazem ledovcového proudu v Norském příkopu jsou ledovcová erratika, jako je křemenec/pazourek a rombický porfyr, o nichž se předpokládá, že pocházejí z oblasti Skagerraku, respektive Oslo, a ledovcový till nalezený na pobřeží Jærenu.
Norský proud proudí severovýchodním směrem podél Norského příkopu. Hloubka příkopu spolu s rozdíly v hustotě vody Norského proudu a přilehlé vody Atlantiku vedou ke vzniku rozsáhlých vírů. Oblast Norského příkopu ve Skagerraku je biologicky produktivní zónou, protože vzestupné proudění severoatlantické vody do Skagerraku přináší živiny.
Po druhé světové válce byly do Norského příkopu shozeny chemické zbraně, když zde spojenci se souhlasem norských úřadů potopili 36 lodí.
Příkop je překážka pro ropovody a plynovody.